# أنوب مالهوترا
أنوب مالهوترا (بالإنجليزية: Anoop Malhotra)‏ هو قائد عسكري هندي، ولد في 9 أبريل 1955.